# Adaption (Informationstechnik)
Die Adaption (eigentlich Adaptation, von lateinisch: adaptare = anpassen) im Bereich der Informationstechnik ist die Anpassung von Hardware, Software oder Daten und Informationen an veränderte Gegebenheiten und Umgebungen.
Die Adaption kann auf verschiedene Objekte und mit Hilfe unterschiedlicher Ausgestaltungen vollzogen werden. Für die Hardware und die Software spricht man von Migration.
Die Notwendigkeit, Daten und Informationen zu adaptieren, hat unterschiedliche Gründe:
1. Wechsel der Hardware-Umgebung/Plattform
2. Wechsel der Software-Umgebung
3. Anpassung an eine neue Nutzergruppe
4. Anpassung an veränderte Grunddaten (z. B. kartographisches Material aus Atlanten oder Geographische Informationssysteme)

Daten und Informationen können auf unterschiedliche Weise adaptiert werden und zwar hinsichtlich ihres
1. Formats
2. ihrer Art der Präsentation, z. B. als Grafik oder als Text
3. ihres Umfangs, z. B. durch Erweiterung oder Kürzung